# Константин Дзеков
Константин (Костадин, Дино) Георгиев Дзеков или Джеков е български революционер, гевгелийски войвода на Вътрешната македоно-одринска революционна организация.

## Биография
Дзеков е роден в град Гумендже, тогава в Османската империя, днес Гумениса, Гърция. Емигрира в България. Дългогодишен председател е на Гумендженското братство в София. Редактор е на вестник „Македония“. Според Ангел Динев към 1912 година Дзеков е начело на една от трите състезаващи се „върховистки групировки“ заедно с тези на Стефан Николов (в Горноджумайско) и Христо Матов (в Скопско, Битолско и Солунско). Влиянието на Дзеков е в Гевгелийска (Кожух), Воденска и Ениджевардарска околия на Солунския окръг. Главен войвода на неговата върховистка групировка е Ичко Димитров.
| „ | Четите на Дзекова бяха добре обмундирани и въоръжени. Те носеха специален тип печати изработени за околиите и окръга, които се отличаваха от приетия тип на печатите на ВМРО, с коио войводите на Матова и ние в това число монополирахме. Войводата Ичко Димитров беше мандатьор на Дзекова. Той водеше със себе си войводи за отделните райони... | “ |

През Балканската война в 1912 година оглавява чета на Македоно-одринското опълчение, която заедно с четата на Димитър Робков завзема град Гумендже и околните 32 български села. По време на Междусъюзническата война е доброволец в Македоно-одринското опълчение и служи в Първа отделна партизанска рота. През февруари 1915 година гръцкият жандармерийски офицер в Гумендже Георгиос Рупякас пребива баща му Георги Стоянов Дзеков и братята му Димитър и Христо.
След Междусъюзническата война в 1914 година Дзеков е редактор на вестник „Автономна Македония“. Умира в 1919 година в София.